# أسل غمدي
أسل غمدي (الاسم العلمي: Juncus vaginatus) نوع نباتي يتبع جنس الأسل وينتمي إلى الفصيلة الأسلية.